# Luftfahrtgesellschaft Walter
Die Luftfahrtgesellschaft Walter mbH, kurz LGW, war eine deutsche Fluggesellschaft mit Sitz am Flughafen Düsseldorf. Sie war ein Unternehmen der Zeitfracht-Gruppe, zuletzt trat sie zusammen mit der Schwestergesellschaft WDL Aviation unter der Marke German Airways auf und war vor allem im Regional- und Zubringerverkehr für Eurowings tätig. Nachdem Eurowings Anfang April 2020 wegen der COVID-19-Pandemie in Deutschland den Betrieb fast komplett einstellen musste und die Verträge mit LGW gekündigt hatte, meldete Letztere am 22. April 2020 die Insolvenz in freiwilliger Selbstverwaltung an. Am 15. Juni 2020 wurde bekannt, dass Zeitfracht LGW auflöst.

## Geschichte

### Gründung und eigenständiger Betrieb

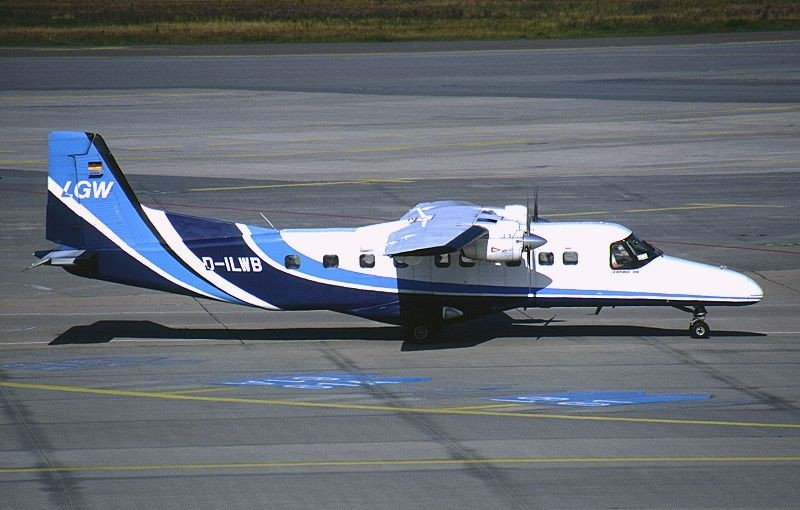
Dornier 228-200, 2000

Im Jahr 1980 gründete der Fluglehrer Bernd Walter die Luftfahrtgesellschaft Walter am Flughafen Dortmund-Wickede und etablierte sich mit der bis heute bestehenden Flugschule, nachdem er selbst Ausbildungsleiter der früheren Luftfahrerschule NRW gewesen war. Das Unternehmen expandierte mit dem Angebot von Foto- und Rundflügen sowie einem Seebäderdienst zu den deutschen Nordseeinseln, der erst mit Cessna U206G und ab 1988 mit Britten-Norman BN-2 Islander bedient wurde.
Mit Cessna 404 sowie Turboprop-Flugzeugen des Typs Dornier 228, die seit 1992 das Rückgrat der Flotte bildeten, begann LGW nach der Deutschen Wiedervereinigung, Ziele in den neuen Bundesländern anzufliegen. Der Verbindung Dortmund–Erfurt folgten rasch Flüge zu unterschiedlichen Flughäfen, unter anderem nach Hannover-Langenhagen, Paderborn/Lippstadt und Rostock, die jedoch alle eingestellt wurden. Stattdessen nahm LGW Strecken auf, die andere Fluggesellschaften wie Eurowings, European Air Express und City-air Germany aufgegeben hatten. So flog die LGW bis zur Eröffnung der ICE-Schnellbahnstrecke Hannover–Berlin am 27. September 1998 (Verkehrsprojekte Deutsche Einheit Nr. 4) jew. zweimal täglich die Strecke Berlin-Tempelhof / Hannover.
Im Jahr 2003 flogen bis zu 50.000 Passagiere im LGW-Linienflugbetrieb.

### Partnerschaft mit Air Berlin

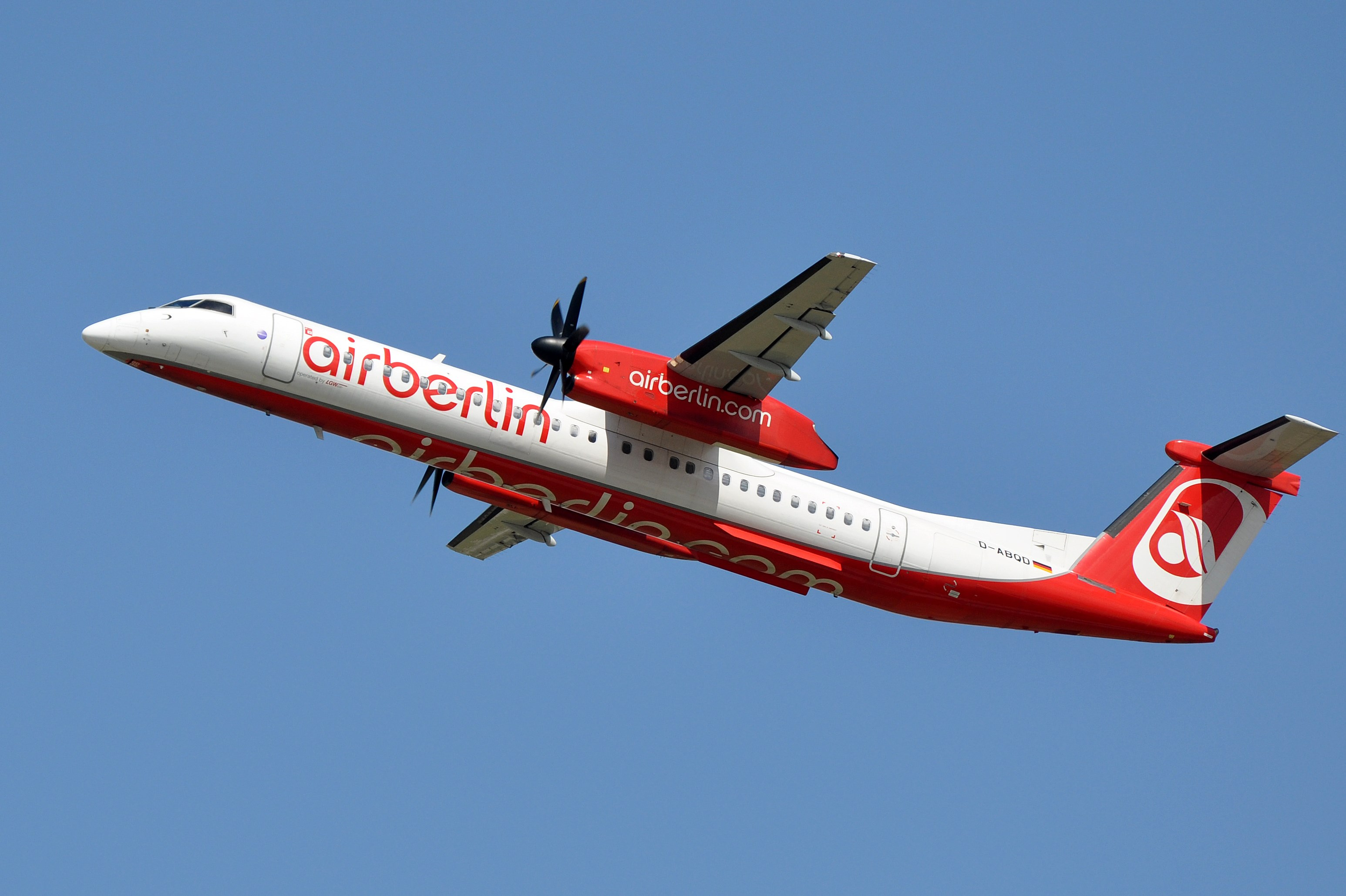
DHC-8 der LGW im Einsatz für Air Berlin

Eine große Veränderung trat zum 1. November 2007 in Kraft, als die Luftfahrtgesellschaft Walter eine Kooperation mit der damals zweitgrößten deutschen Fluggesellschaft Air Berlin einging. Durch diese Partnerschaft änderte sich der damalige Flugplan. Die Flugziele Dresden, Leipzig/Halle und Nürnberg der LGW wurden aufgegeben, ebenso wie später die Zubringerflüge für Air Berlin von den Flughäfen Hannover, Saarbrücken und Erfurt zum Flughafen Düsseldorf. Air Berlin übernahm den Flugscheinverkauf für LGW über das Internet, es konnten fortan Verbindungen von LGW und Air Berlin auf gemeinsamen Flugscheinen gebucht werden. LGW wurde zudem Mitnutzer des Vielfliegerprogramms Topbonus der Air Berlin.
Ab November 2008 ersetzten zehn neue De Havilland DHC-8-400 bei Air Berlin die Fokker 100 und bei LGW die Dornier 228. Am 28. September 2008 wurden die Liniendienste der LGW von Dortmund nach Stuttgart und Berlin-Tegel aus Kostengründen eingestellt und am 12. Oktober die Verbindung zwischen Dortmund und Westerland auf Sylt gestrichen. Am 14. Januar 2009 fand der bis heute letzte Linienflug der LGW unter eigenem Namen von der Nordseeinsel Sylt nach Düsseldorf statt. Seither flog die Gesellschaft im Liniendienst ausschließlich im Namen und Auftrag der Air Berlin.
Im April 2013 übernahm LGW im Rahmen von Umstrukturierungen innerhalb der Air-Berlin-Gruppe drei Embraer 190 von Niki Luftfahrt. Entgegen anderen Planungen, die zunächst eine Übernahme weiterer Maschinen des Typs vorsahen, wurden die Maschinen nach Ende des Sommerflugplans 2013 im November 2013 wieder an Niki zurückgegeben. Anfang Januar 2014 sollte die Flotte um zwei weitere DHC-8-400 erweitert werden, die vorher von SkyWork Airlines eingesetzt worden waren; aufgrund schwerer Strukturschäden an beiden Flugzeugen verweigerte die LGW jedoch die Abnahme.

#### Übernahme durch Air Berlin
Ende Mai 2017 verkündete Air Berlin, die Luftfahrtgesellschaft Walter zu einem symbolischen Preis übernehmen zu wollen. Nach Genehmigung seitens des Bundeskartellamtes kam die Übernahme Anfang Juni 2017 zustande.

### Übernahme durch Lufthansa Group

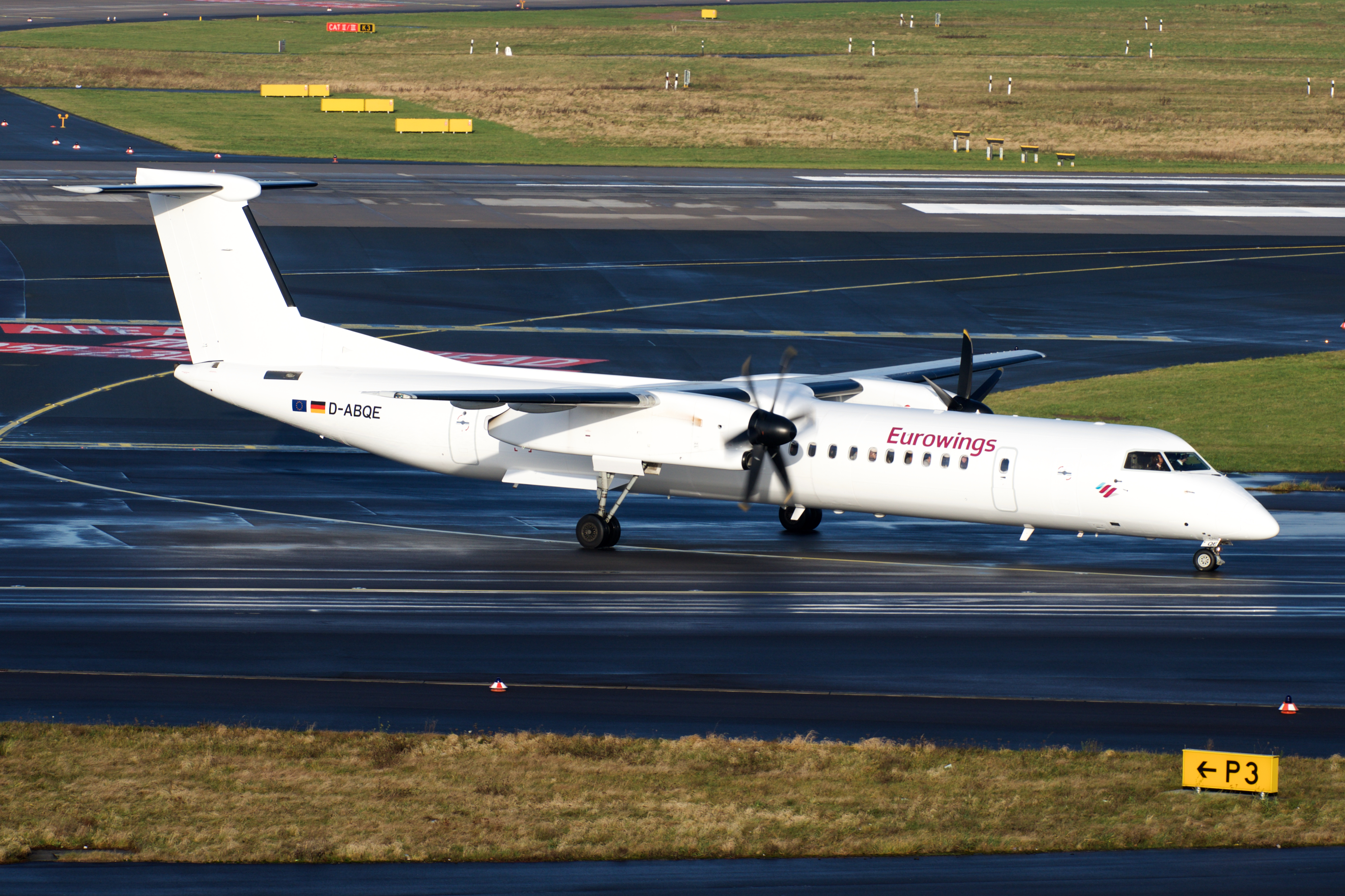
DHC-8 der LGW im Einsatz für Eurowings

Nach der Insolvenz von Air Berlin einigte sich die Lufthansa Group am 12. Oktober 2017 mit dem Insolvenzverwalter auf eine Übernahme der Air Berlin Tochterunternehmen Niki und LGW sowie den Betrieb von 20 Flugzeugen zum Betrag von voraussichtlich 210 Mio. Euro vorbehaltlich der Zustimmung der Gläubiger und der europäischen Wettbewerbsbehörde.
Im Dezember 2017 wurde, nachdem die Lufthansa aufgrund ablehnender Signale aus Brüssel ihr Angebot für Niki zurückgezogen hatte, die Übernahme der LGW durch die EU-Kommission unter Auflagen genehmigt. Seitdem führte LGW im Auftrag von Eurowings Flüge im Wetlease durch.

### Übernahme durch Zeitfracht

Ehemaliges Logo der LGW

Die Lufthansa verkaufte LGW zum 1. April 2019 an die Zeitfracht Unternehmensgruppe, die zuvor bereits Teile der Techniksparte der Air Berlin übernommen hatte. Die LGW flog weiterhin im Rahmen eines Wetlease-Abkommens für Eurowings. Ab Oktober 2019 flog die LGW zusammen mit der WDL Aviation mit einem eigenständigen Air Operator Certificate (AOC) unter der Marke German Airways. In Folge der COVID-19-Pandemie ruhte der Wet-Lease für Eurowings, der Lufthansa-Konzern plant zurzeit nicht mit deren Einsatz.
Im Zuge der COVID-19-Pandemie kündigte Eurowings die Verträge für alle 15 Maschinen, woraufhin LGW am 22. April 2020 Insolvenz in Eigenverwaltung anmeldete. Am Abend des 15. Juni 2020 hat die Pilotengewerkschaft Vereinigung Cockpit eine Liquidation der LGW durch Zeitfracht bestätigt.

## Flugziele
Das Unternehmen führte im Auftrag von Eurowings innereuropäische Flüge im Wetlease durch. Zuvor hatte LGW ähnliche Flüge für die Air Berlin durchgeführt – dies bis zur Einstellung des Flugbetriebs des Berliner Unternehmens.

## Flotte

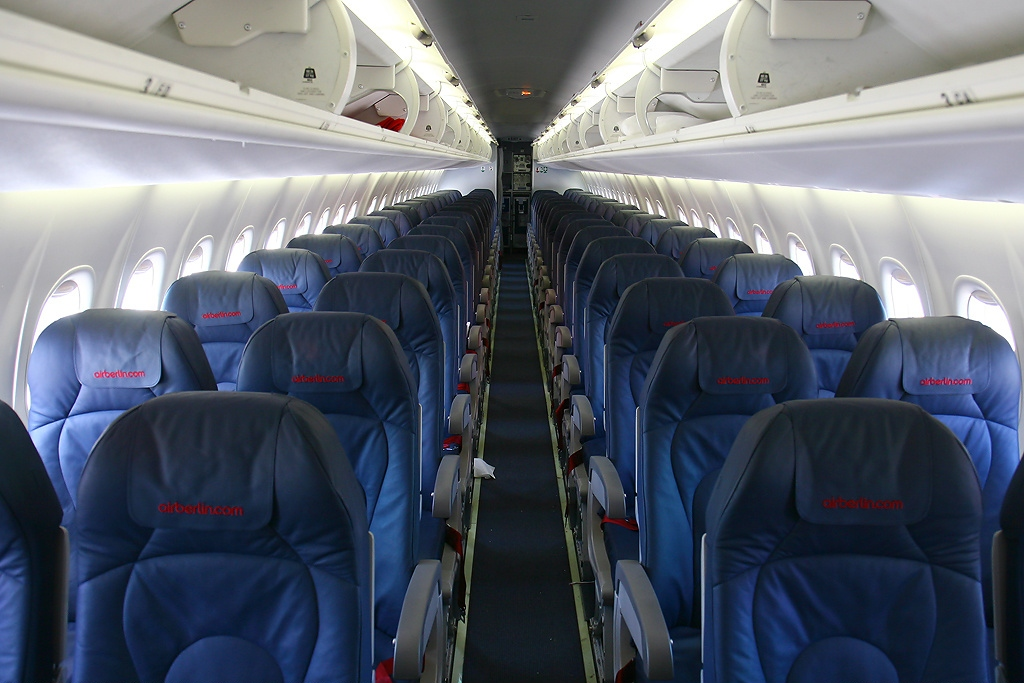
Kabine einer De Havilland DHC-8-400

Mit Stand April 2020 besteht die Flotte des Unternehmens aus 15 Flugzeugen mit einem Durchschnittsalter von 12 Jahren:
| Flugzeugtyp            | Anzahl | bestellt | Anmerkungen | Sitzplätze (Economy) |
| ---------------------- | ------ | -------- | --- | -------------------- |
| De Havilland DHC-8-400 | 15     |          | einige betrieben für Eurowings, 1 mit Sonderbemalung „FC Union Berlin“, werden durch 100-sitzige Embraer E-190 ersetzt | 76                   |
| Gesamt                 | 15     | –        | |                      |

Die gesamte Flotte wurde bis zur Insolvenz der Air Berlin für ebendiese betrieben. Am 30. Oktober 2017 wurde die erste Maschine mit dem Luftfahrzeugkennzeichen D-ABQS für die Eurowings eingesetzt. Darauffolgend wurde die D-ABQG als erstes Flugzeug aus der Flotte von ihren vormaligen Air-Berlin-Farben auf die Bemalung der Eurowings – jedoch mit neutral weißem Leitwerk – umgestellt und ab 3. November 2017 eingesetzt.

Ab Sommer 2020 plante das Unternehmen, die erste Maschine des Flugzeugtyps Embraer E190 einzuflotten. Die neuen Embraer-Maschinen hätten die bestehende DHC-8-400-Flotte ersetzen sollen. Die Umflottung sollte etwa zwei Jahre, bis Sommer 2022, dauern.
Mit Stand vom April 2020 ist die gesamte Flotte wegen der COVID-19-Pandemie in Bratislava abgestellt.